# Castell de Sant Vicenç de Calders
El castell de Sant Vicenç de Calders és un edifici del Vendrell declarat bé cultural d'interès nacional.

## Descripció
El castell ha desaparegut completament. Es creu que era a la part alta del poble on hi ha el dipòsit d'aigua i restes de basaments de murs. Moltes de les cases del poble són bastides amb les pedres del castell, cosa que el degué arruïnar completament al principi del segle xviii.

## Història
El terme de Sant Vicenç de Calders fou domini del monestir de Sant Cugat del Vallès des del primer moment de repoblació d'aquest territori al segle x. El castell de Sant Vicenç de Calders, diferent del castell de Calders, no apareix documentat fins al segle xi. El 1047 l'abat de Sant Cugat va establir unes terres ermes que es trobaven a la Marca, al castell de Sant Vicenç, al lloc anomenat vila e Sant Iscle. Segurament aquest darrer topònim és l'antic nom del poble conegut després com a Sant Vicenç de Calders.